# Opsiphanes zelotes
Espèce
Opsiphanes zelotes est une espèce d'insectes lépidoptères (papillons) qui appartient à la famille des nymphalidés et au genre Opsiphanes.

## Dénomination
Opsiphanes zelotes a été décrit par William Chapman Hewitson en 1758.

### Sous-espèces
- Opsiphanes zelotes zelotes ; présent en Colombie.
- Opsiphanes zelotes zelus Stichel, 1908 présent à Panama[1].

### Noms vernaculaires
Opsiphanes zelotes se nomme Zelotes Owl-Butterfly en anglais.

## Description
Opsiphanes zelotes est un grand papillon à bord externe des ailes antérieures concave. Le dessus des ailes est de couleur marron clair orangé  avec aux ailes antérieures une barre jaune d'or à limites festonnées allant de la moitié du bord costal à l'angle interne.
Le revers est nacré avec des ocelles à contours irréguliers, un noir à l'apex des ailes antérieures et aux ailes postérieures un gros doré et un nacré.

## Écologie et distribution
Opsiphanes zelotes est présent à Panama, au Costa Rica et en Colombie,.

### Protection
Pas de statut de protection particulier.